# Breathing Room
Breathing Room : L'Exutoire est un film américain réalisé par John Suits en 2008.

## Histoire
Tonya se réveille complètement nue et avec un collier autour du cou, dans une pièce où se trouve un cadavre. Une fois passé une porte, elle se trouve dans un entrepôt avec d'autres personnes qui ont complètement peur. Elle découvre que tout le monde a été choisi pour jouer à un jeu qui changera radicalement leurs vies et qu'il devra suivre des règles différentes. En plaçant la combinaison du numéro gravée du numéro quatorze, elle découvre qu’à l’intérieur de celle-ci, une photo la montre, une clé au milieu et un enregistrement pour lui indiquer que "le joueur quatorze est un joueur très important", révélant que seul ceux qui n'ont pas de collier peuvent ne pas suivre les règles et il serait préférable qu'ils gardent leurs secrets pour eux-mêmes. Les sorties aident à la discussion entre les membres du groupe et à la mort du numéro deux
Lee et la joueuse numéro dix posent beaucoup de questions à Tonya, mais elle nie avoir trouvé un dossier. Elle se rend ensuite avec l’extraordinaire Harry, le gentil Rothie et l’irascible joueur neuf. Un intervenant révèle à tout le monde que le jeu va commencer dans moins d'une heure. Tonya se demande ce qu'il y a dans une boîte fermée dans la pièce. Lee a un ticket avec les mots "assemble les pièces" et le joueur neuf en trouve un avec les mots "le joueur cinq (Harry) ne dit pas la vérité". Une heure s'est écoulée, l'hologramme d'un homme apparaît annonçant le décès du joueur deux, sept et douze (les deux derniers sont survenus avant le début du film) et qu'il ne peut y avoir qu'un seul gagnant qui aura la vie comme récompense. tandis que tous les autres mourront.
Sur le conseil de Lee, les joueurs se connaissent. Parmi eux, il y a des enseignants, des marchands et des entrepreneurs. Tanya prétend être une étudiante en psychologie et parle du divorce de ses parents. Les lumières s'éteignent soudainement et un orateur révèle que le "couvre-feu" a commencé. Allumez les lumières, sur un comptoir, un nouvel indice apparaît avec le mot "Patience". Il s'est avéré plus tard qu'une entité mystérieuse est entrée dans la pièce et a tué le joueur numéro neuf. Le joueur six révèle à tout le monde qu'il a la clé qui ouvre la boîte et découvre qu'il y a une arme à feu à l'intérieur sans balle. Harry trouve une note disant "Quatorze est la clé" et la garde secrète comme tout le monde, comme le dernier indice qu'il avait reçu: Confusion. Le joueur dix garde également secret le fait qu’il a une balle dans son costume. La mise en place d'un nouveau couvre-feu fera mourir Rothie et quiconque dans les coulisses donnera un nouvel indice aux joueurs: le terrifier.
Lee découvre qu'un sérum est caché dans une fissure cachée dans le marteau avec lequel Rothie a été tué. Grâce à l'aide de Henry, il découvre que dans le miroir de la salle de bains se cache une boîte avec une écriture en série. À l'intérieur se trouvent une demi-clé et une carte dans laquelle il est indiqué que parmi les joueurs se cachent un meurtrier, un violeur et un homme. pédophile. Les joueurs se reprochent d'être l'un des trois du ticket jusqu'à ce que l'homme qui semble diriger tout apparaisse à nouveau à travers l'hologramme. L'homme dit au joueur dix qu'il a enfreint les règles en voyant la bouteille de vodka trouvée avec l'arme et qu'il devra donc relever un défi particulier: dans une minute, il devra tuer un autre joueur ou sa nièce sera tuée. Il veut tuer le joueur numéro trois, qui semble être la pédophile dont il parlait, mais il ne peut pas et se suicide. Tonya révèle à Lee l’enregistrement qu’elle a reçu et la moitié clé qui semble compatible avec l’autre moitié. Unis, les clés s’emboîtent parfaitement. Le nombre trois meurt mystérieusement. Le sixième joueur piège le numéro un en l'accusant d'être le meurtrier et en le frappant à mort au début du couvre-feu. Un billet avertit les joueurs que, malgré la mort des premier et troisième voleurs, le meurtrier et le violeur sont toujours en vie. Lee révèle à tous l'enregistrement et la clé, qui sert à libérer un joueur du collier, le rendant ainsi immunisé contre les règles. Grâce à une caméra cassée, les autres essayent la clé sur leur col, mais ça ne marche sur personne. Le numéro six se heurte aux treize, mais ce dernier meurt mystérieusement. Il s'avère que sa mort, comme celle du troisième joueur, est due à un poison, le même que Lee a trouvé à l'intérieur du marteau.
Le joueur numéro onze meurt. Après un autre couvre-feu, le numéro de joueur zéro apparaît, Robert. Les garçons demandent au nouveau joueur d’essayer la clé, découvrant que son collier est le bon. Libérez-vous du col, passez la porte avec les mots "ne traversez pas" mais ne trouvez pas de sortie, mais un paquet-cadeau plein de balles et le billet "Vous avez soufflé". En combinant la poudre à canon des balles, les garçons réussissent à faire sauter le mur. Robert, cependant, revient parce qu'il découvre quelque chose d'horrible pour le moins, mais il ne peut pas le révéler aux garçons, car il mourra à cause de la mystérieuse entité du couvre-feu. Le joueur six et Henry mourront et Lee sera blessé. Tonya l'embrasse, puis enfonce le fragment de verre dans son abdomen. Tonya est en effet l'un des architectes du jeu, essayer d'étudier la psychologie des humains face au danger. En réalité, le collier ne fonctionne pas et peut être simplement démonté. La mort du numéro deux était une farce, car il est également un assistant de la fille. En sortant de la salle, Tonya est sur le point d'entrer dans une autre salle, prête à répéter le jeu.

## Fiche technique
- Titre original : Breathing Room
- Titre français : L'exutoire
- Réalisateur : John Suits
- Musique : Tim Ziesmer
- Photographie : Morgan Rieil
- Genre : Horreur, thriller
- Durée : 90 minutes
- Film tous publics avec avertissement en France.

## Distribution
- Jeff Atik : Charlie, 1
- Brandon Stacy : 2
- Bryce Gerlach : 2
- Terri Marsteiner : 3
- Eve Sigall : Rothie, 4
- David Higlen : Harry, 5, le "violeur"
- Brad Culver : 6, l'officier de police
- Michael McLafferty : Lee, 8
- Sara Tomko : 9
- Kim Estes : Henry, 10
- Austin Highsmith : 11
- Stevens Gaston : 13
- Ailsa Marshall : Tonya, 14
- Keith Foster : l'hôte